# 上野裕也
上野 裕也（うえの ひろや、1926年11月25日 - 2016年2月26日）は、日本の経済学者。成蹊大学学長・ペンシルベニア大学客員教授等を歴任。日経・経済図書文化賞受賞。

## 経歴
1926年、東京生まれ。筆名・あれふぜろ。1948年に東京商科大学を卒業し、同大学大学院に進む。1949年同研究科を中退。
1952年より名古屋大学経済学部助教授、1964年より教授。1961年には学位論文『日本経済の計量経済学的分析』を大阪大学に提出して経済学博士号を取得。1965年よりペンシルバニア大学客員教授、1966年より国際連合本部経済担当本部国際上級公務員。1967年より成蹊大学政治経済学部教授、1979年経済学部長、のち学長を務めた。1996年に退職し、名誉教授となる。そのほかにも、1975年より理論・計量経済学会（現日本経済学会）理事であった。

## 研究内容・業績
計量経済学を専門とした。

## 受賞・栄典
- 1987年：『競争と規制 現代の産業組織』で日経・経済図書文化賞受賞。
- 2002年：勲三等旭日中綬章受章[6][7]。

## 著書
- 『日本経済の計量経済学的分析』東洋経済新報社 金融問題研究会モノグラフ 1961
- 『日本の経済制度 経済法規・行政とその効果に関する研究』日本経済新聞社 1978
- 『競争と規制 現代の産業組織』東洋経済新報社　1987
- 『戦間期の蚕糸業と紡績業 数量経済史的アプローチ』日本経済新聞社 1994

### 共編著
- 『経済行動の計量的分析』建元正弘共著 有斐閣 1957
- 『日本経済の成長モデル』木下宗七共著 東洋経済新報社 1965
- 『自動車産業のモデルと予測』編 日本経済新聞社 1970
- 『日本経済の計量分析 モデル分析の展望と発展』村上泰亮共編 岩波書店 1975
- 『価格と市場の経済学』小林好宏共編 有斐閣選書 入門経済学 1976
- 『多部門モデルの開発と応用』編著 日本経済新聞社 1980
- 『2005年の金融 金融大国への道』日本経済研究センター共編 日本経済新聞社 1987

### 翻訳
- E.M.シンガー『反トラストの法と経済理論』岡井紀道共訳 ぺりかん社 1971

## 論文
- <上野裕也